# Good Girls Don't Lie (canción)
Good Girls Don't Lie es un sencillo de la cantante murciana Ruth Lorenzo, que estará dentro de su segundo álbum de estudio Loveaholic. Fue estrenado el 13 de octubre de 2017 en todas las plataformas digitales. Antes fue estrenado en exclusiva en el programa de radio Lo+40 presentado por Xavi Martínez en LOS40. El 2 de noviembre de 2017 se lanzó en exclusiva en la web de LOS40 el videoclip, unos días más tardes fue publicado en YouTube.

## Videoclip
El videoclip fue estrenado en la web de la emisora de radio LOS40 el 2 de noviembre de 2017, más tarde fue publicado en YouTube. Fue rodado en Nueva York y en él, podemos ver a la cantante bailando por diferentes calles de la ciudad.

## Interpretaciones en vivo
Ruth ha interpretado la canción en varios programas de radio y televisión de España, entre ellos Viva la vida de Telecinco, XTRA de Non Stop People donde en el primero cantó un acústico del sencillo y en el segundo a capela. También actuó en directo en la gala 4 de Operación Triunfo 2017 y durante su visita al programa de radio Lo+40 de LOS40, cantó la canción en varias versiones. Actuó en directo en La Noche de Cadena 100 y en el festival LOS40 Primavera Pop celebrado en el WiZink Center de Madrid.

## Listas
| País   | Lista  | Posición más alta |
| ------ | ------ | ----------------- |
| España | iTunes | 1                 |
| España | LOS40  | 16                |